# Матильда з Гройча
Матильда з Гройчу (1185 — 1225) — Лужицька княгиня, в шлюбі  маркграфиня Бранденбургу.
Прапрапраонука Великого князя Київського Володимира Святого та Святополка Ізяславича. По материнській лінії була нащадком Великих князів Київських Володимира Святого та Ярослава Мудрого.

## Біографія
Народилась бл. 1185 року в родині маркграфа Лужиці Конрада II та Єлизавети, донька Великого князя Польського Мешка III.
1205 року була видана заміж за Альбрехта II, маркграфа Бранденбурзького.
У конфлікті за владу в Священій Римській імперії, що відбувався на початку XIII століття між претендентами на трон Штауфенами і Вельфами, Альбрехт II, як і його брат Оттон, спочатку підтримував штауфенського короля Філіппа Швабського. Після його вбивства 1208 р., Альбрехт перейшов на сторону Вельфів після того, як імператор Оттон IV пообіцяв йому підтримку в захисті Бранденбурзький марки від датчан. 
В цей час Альбрехт періодично брав участь в конфлікті з архієпископом Магдебурга Альбрехтом I фон Кефернбургом. Альбрехту II вдалося остаточно закріпити Тельтов, Прігніц і частину Уккермарка за Бранденбургом, але при цьому він втратив Померанію.
У Матильди і Альбрехта було четверо дітей. 1220 р, на момент смерті Альбрехта II його сини були ще малолітніми. Вони формально стали маркграфами Бранденбургу, а їх опікуном став спочатку архієпископ Магдебурга Альбрехт, а з 1221 року — їх мати, маркграфиня Матильда.
Після її смерті в 1225 році брати управляли маркграфство спільно.

## Родина
Чоловік — Альбрехт II, маркграф Бранденбурзький
Діти:
- Йоганн I (1213 — 4 квітня 1266), маркграф Бранденбурзький.
- Оттон III (1215 — 9 жовтня 1267), маркграф Бранденбурзький. Його нащадки стали Герцогами Лотаринзькими, а пізніше — імператорами Австро-Угорськими.
- Матильда (? — 10 червня 1261) одружена з Оттоном I (1204—1252), герцог Брауншвейг-Люнебургу.
- Єлизавета (бл. 1206 — 1231) одружена з Генріхом IV  (1201—1247), ландграфом Тюрінгії, антикоролем Німеччини.

## Генеалогія
Матильда з Гройчу веде свій родовід, в тому числі, й від великих князів Київських Ярослава Мудрого, Володимира Великого та Святополка Ізяславича.